# Galerie moderního umění v Roudnici nad Labem
Galerie moderního umění v Roudnici nad Labem je příspěvkovou organizací Ústeckého kraje. Je členem Rady galerií ČR a Asociace muzeí a galerií ČR. Jejím posláním je vytvářet sbírku výtvarného umění, pečovat o ni, odborně ji zpracovávat a zpřístupňovat veřejnosti. Galerie je odbornou kulturně vzdělávací institucí a společenským centrem s bohatou výstavní činností, již doplňují doprovodné programy z různých uměleckých či naučných oborů pro široké spektrum návštěvnické obce.

## Historie budovy galerie
Galerie sídlí v zámecké jízdárně, kterou v areálu lobkovicckého zámku postavil v poslední čtvrtině 17. století italský architekt Antonio Porta. Vchod do barokní budovy zdobí ostění z původního Portova domu, který stával až do konce 19. století na roudnickém náměstí. Osazení portálu kolem dynamicky tvarovaných železných dveří od sochaře Jiřího Bradáčka završilo modernistickou rekonstrukci architekta Pavla Mošťáka z poloviny šedesátých let 20. století. Ten ve spolupráci s prvním ředitelem galerie Milošem Saxlem vytvořil působivou syntézu historického a moderního tvarosloví a vybavil prostoru se zaklenutým stropem a bočním osvětlením řadou technických fines, usnadňujících galerijní provoz. Nově rekonstruovaná budova byla slavnostně otevřena 13. června 1965 za účasti ministra kultury Čestmíra Císaře.

## Sbírky a stálá expozice

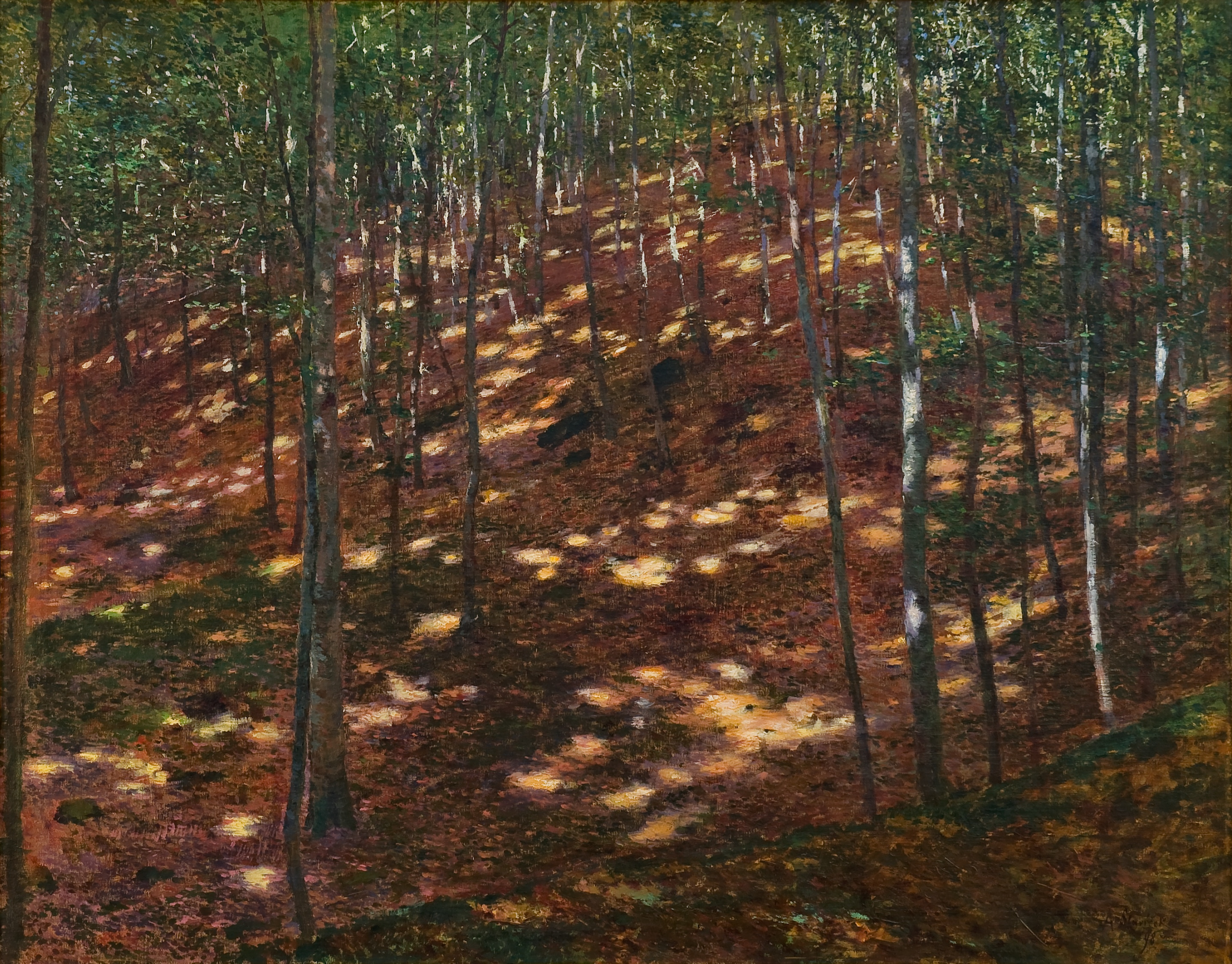
Antonín Slavíček, Slunce v lese, 1898, olej na plátně, 90 x 115 cm

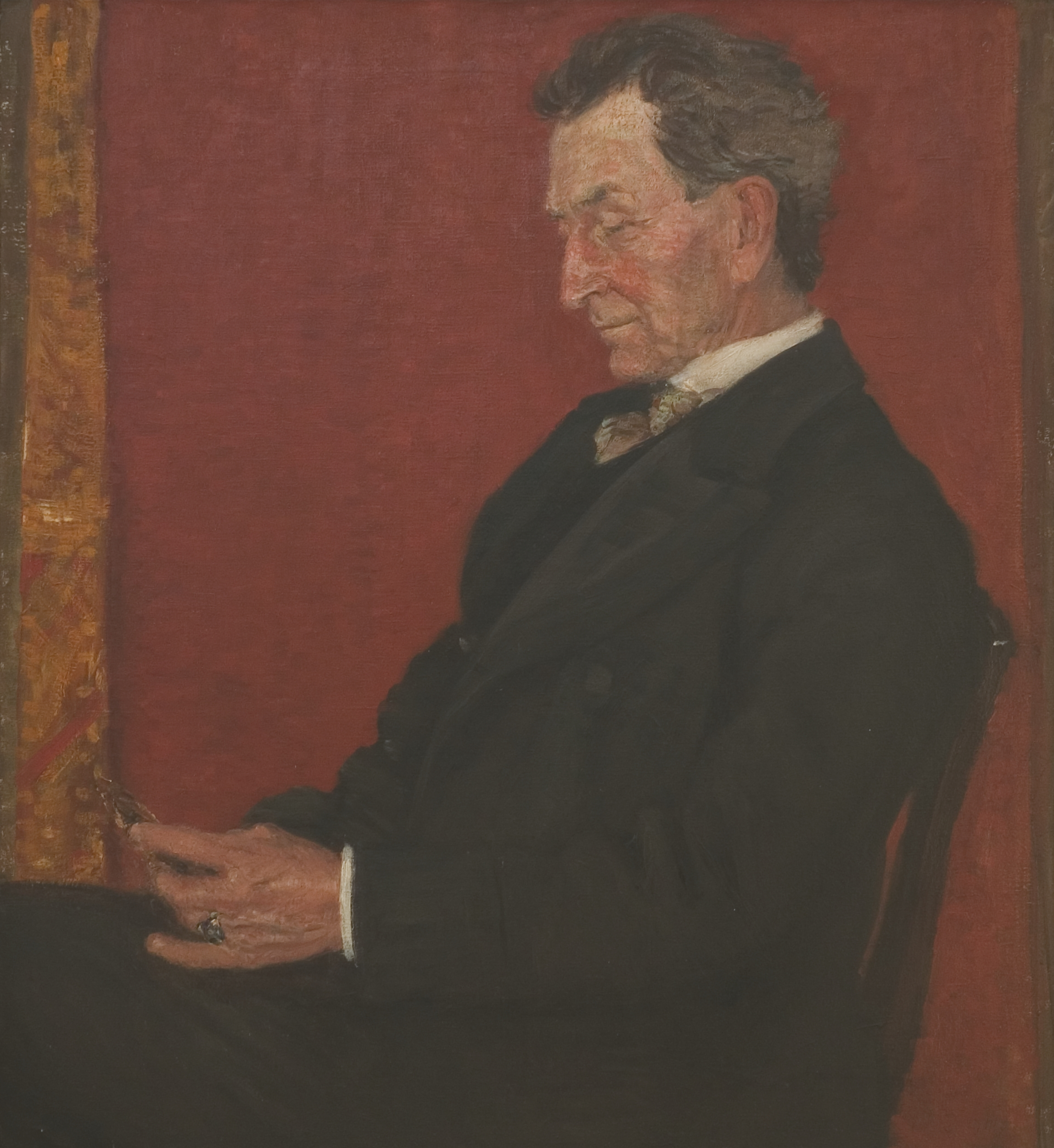
Miloš Jiránek, Podobizna Augusta Švagrovského, 1907, olej na plátně, 87 x 80 cm

### Založení sbírek na počátku 20. století
Galerie je součástí sítě regionálních galerií, jejíž formování na území Čech a Moravy se završilo kolem poloviny šedesátých let 20. století. Historie sbírky se však odvíjí již od roku 1910, kdy významný roudnický sběratel a mecenáš August Švagrovský (1847–1931) věnoval „městu a oblasti za účelem zbudování moderní galerie“ 250 děl, zahrnujících vedle starších obrazů z doby od baroka po 19. století i soubor uměleckých děl svých současníků. Díky sběratelovu vytříbenému citu pro rozpoznání hodnot vznikla pozoruhodná kolekce šedesáti obrazů Antonína Slavíčka, doplněná díly umělcových souputníků Miloše Jiránka, Antonína Hudečka a dalších autorů, včetně Švagrovského synovce Jana Angelo Zeyera, jehož mecenáš stejně jako ostatní umělce šlechetně podporoval. Galerie se tak může pyšnit největším souborem Slavíčkových děl u nás, v němž se vedle slavného obrazu Slunce v lese skví drobné formáty obrazů s venkovskou a městskou tematikou. Pohled na umění počátku 20. století rozšiřuje pozdější akvizice souboru děl významného roudnického rodáka Otakara Nejedlého, v němž vyniká obraz Ceylon reflektující Nejedlého exotickou cestu z let 1909 až 1911.

### Umění meziválečného a válečného období
Na sběratelskou činnost zakladatele galerie navázal od šedesátých let její první ředitel Miloš Saxl (1921–1992), který se orientoval především na umění meziválečného a válečného období a tehdejší aktuální výtvarnou scénu. Do sbírky tak přibyla vynikající díla předních osobností českého moderního umění od pozdních projevů kubismu (Emil Filla, Antonín Procházka), fauvismu (Václav Špála), přes surrealismus (František Janoušek, Václav Tikal), imaginativní a lyrické tendence (František Muzika, Jan Bauch) po spektrum nonkonformních skupinových i individuálních výtvarných názorů čtyřicátých let (Skupina 42, Skupina Ra a Sedm v říjnu, František Tichý, Zdeněk Sklenář). Avantgardní linii doplnily ukázky tradičnějších přístupů venkovského i městského křídla Umělecké besedy (Vlastimil Rada, Karel Holan, Miloslav Holý) i umění neoklasicismu (Otakar Kubín).

### Umění druhé poloviny 20. století

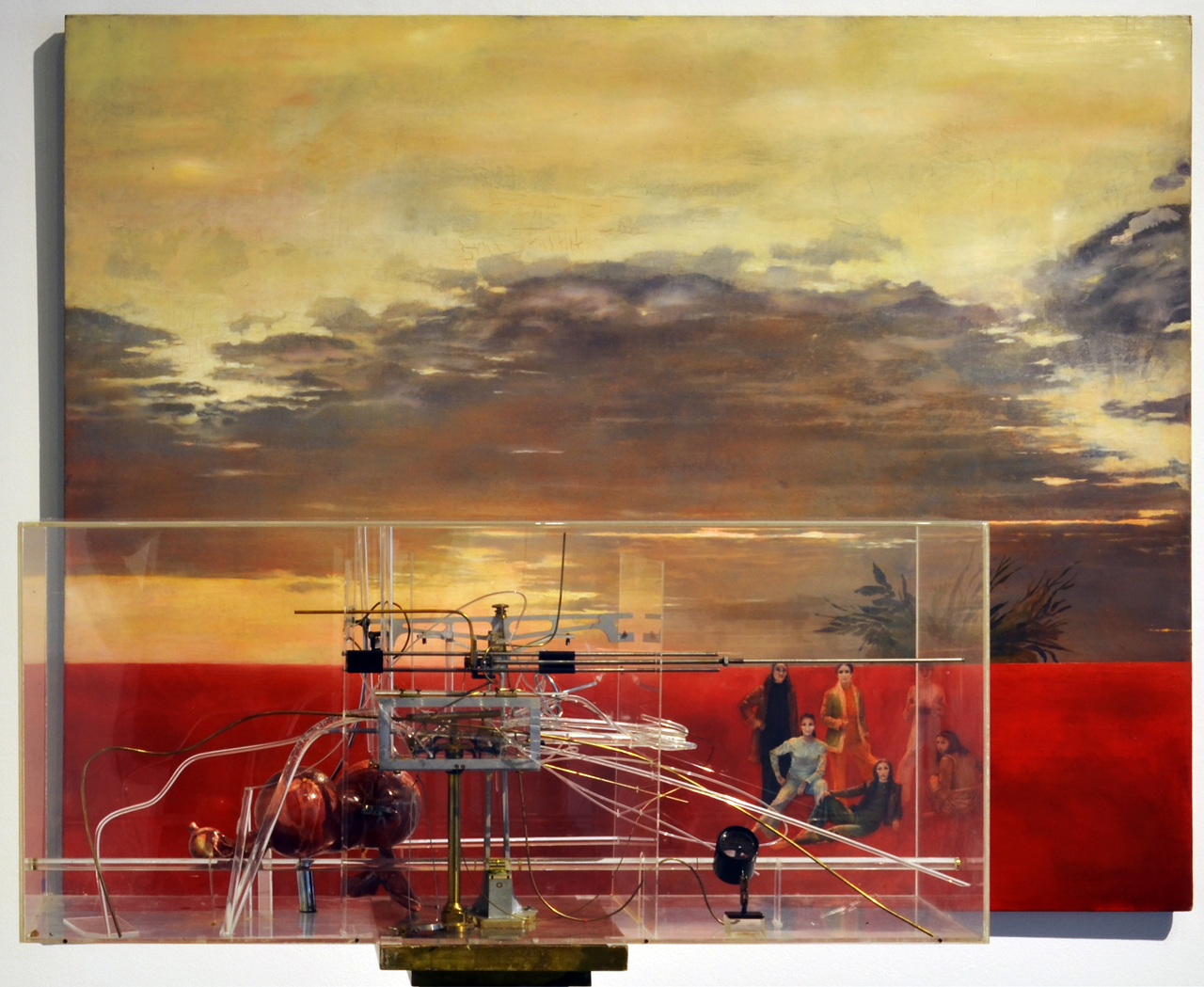
Bedřich Dlouhý, Krajina (1971), kombinovaná technika

Poválečné umění ve sbírce reprezentují významné osobnosti zastupující nejrůznější skupinová hnutí (Máj, UB 12, M 57) a výtvarné tendence od informelu (Zbyšek Sion, Jan Koblasa) přes lyrickou abstrakci (Václav Boštík) po novou figuraci (František Ronovský, Adriena Šimotová, Otakar Slavík, Rudolf Němec, Jiří Načeradský). V souboru děl poválečného období vynikají zejména kolekce obrazů Mikuláše Medka, Jiřího Johna a Václava Boštíka.

Grafická sbírka obsahuje mimo jiné větší soubory děl Františka Koblihy, Bohuslava Reynka, Josefa Váchala, Františka Tichého, Vladimíra Boudníka, Aleny Kučerové, kresbami je zastoupen Jan Křížek, Stanislav Kolíbal, Jitka Válová, Adriena Šimotová, Daisy Mrázková, Jitka Svobodová, Michal Ranný nebo Jiří Sozanský.
Václav Boštík stál také spolu s teoretikem umění Jaromírem Zeminou u zrodu 1. Mezinárodního malířského symposia, které Miloš Saxl uspořádal v roce 1970. Zúčastnili se ho čeští malíři Otakar Slavík, Miloš Ševčík, Karel Zlín, Bohdan Kopecký a Václav Boštík, Poláci Marian Bogusz a Stanisław Fiałkowski, Maďar Endre Bálint, Francouz Jacques Busse, Ital Lorenzo Taiuti a Jugoslávci Gradimir Petrović a Branko Miljuš. Alespoň jedno dílo od každého autora zůstalo ve sbírce a položilo tak základy zamýšlené koncepci růstu sbírky na základě opakovaných symposií. Realizaci novátorské ideje však zhatil nástup normalizace.

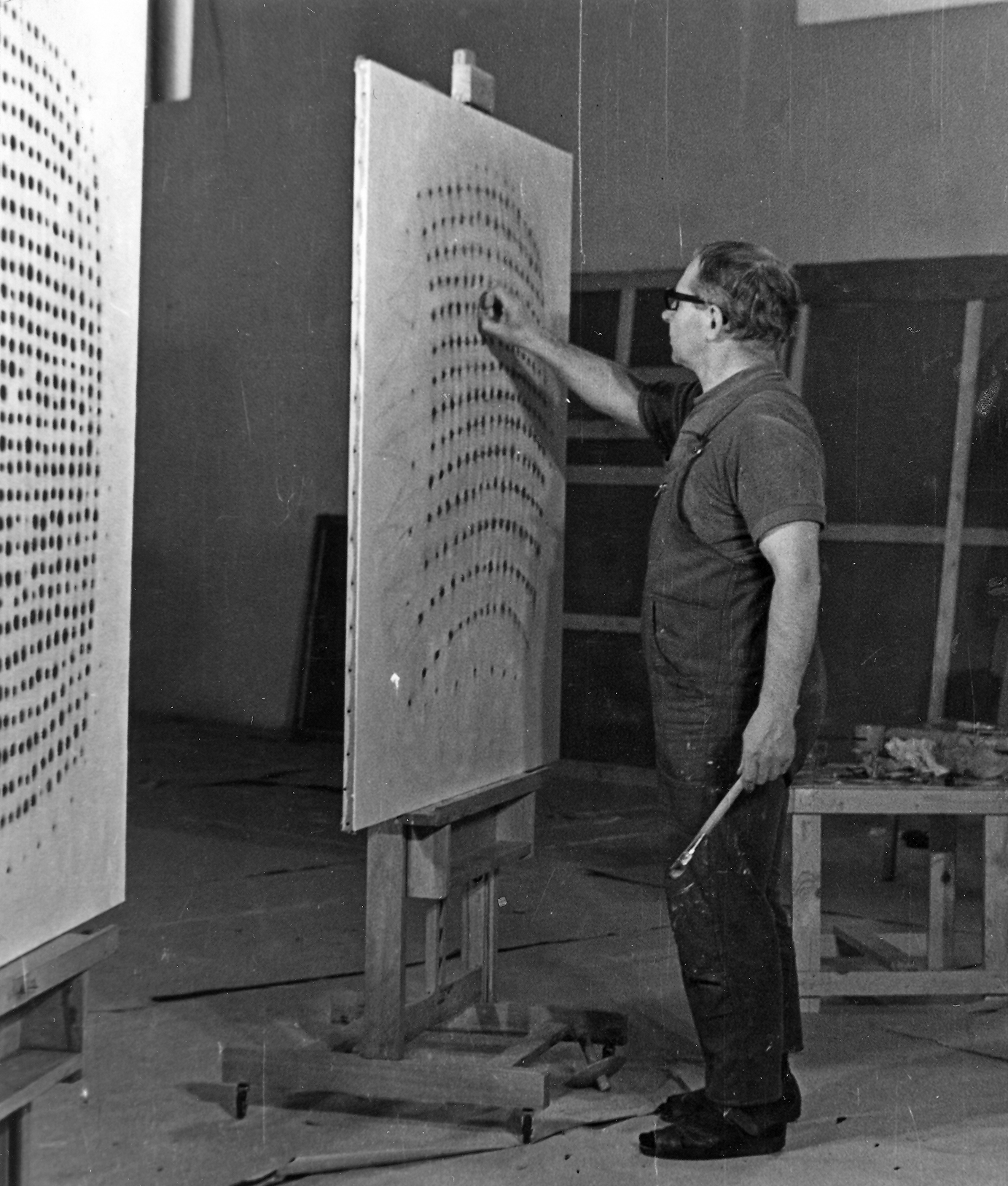
Václav Boštík během 1. mezinárodního malířského symposia Roudnice ´70

### Dary mecenášů
Na akviziční práci prvního ředitele Miloše Saxla z let 1959 až 1981 navázala jeho dlouholetá spolupracovnice a v letech 1990 až 2008 nástupkyně v roli ředitelky galerie historička umění Miroslava Hlaváčková. Do období, kdy vedla odborné oddělení, spadají dvě velké akviziční události – dar paní Anny Hůlové, jenž rozšířil spektrum autorů přelomu 19. a 20. století, a dar paní Boženy Sudkové obsahující vedle bohatého konvolutu kreseb a grafických listů Sudkových přátel v čele s Františkem Tichým i výjimečné opukové torzo Josefa Wagnera Studie k podzimu z roku 1929. Sbírka se rozrůstá i díky darům samotných umělců. Tak například velkou kolekci kreseb věnovala galerii na sklonku života Jitka Válová, několik tapiserií roudnická výtvarnice Eva Brodská, své obrazy jí darovali Otakar Slavík či česko-kanadský malíř Josef Drapell a další autoři. V poslání galerie jako sbírkotvorné instituce zaštítěné autoritami předchůdců, která si klade za cíl vytvářet kvalitní a osobitou sbírku umění 19. až 21. století, reflektující dramatické proměny českých dějin, pokračují i jejich následovníci.

### Stálá expozice
Část sbírek je zpřístupněna v pravidelně obměňované stálé expozici. Návštěvníky přitahuje zejména kolekce Slavíčkových děl, ale i možnost zhlédnout další špičková díla, jež na malé ploše a v zajímavých souvislostech otevírají osobitě pojatý pohled na celek výtvarného umění 20. a 21. století.

## Ředitelé
- Miloš Saxl (1958–1981)
- Jaroslav Černý (1981–1990)
- Miroslava Hlaváčková (1990–2008)
- Alena Potůčková (2008–2018)
- Miroslav Divina (2019–2024)
- Petra Mazáčová (od 2024)